# مانسا نومورا
مانسا نومورا (باليابانية: 野村萬斎) هو ممثل ياباني، ولد في 5 أبريل 1966 بطوكيو في اليابان.

## أعمال

### أفلام
- (1985) ران
- (2013) مهب الريح[3][4]

## وصلات خارجية
- مانسا نومورا على موقع IMDb (الإنجليزية)
- مانسا نومورا على موقع قاعدة بيانات الفيلم (الإنجليزية)